# Palais du Gouverneur militaire de Strasbourg

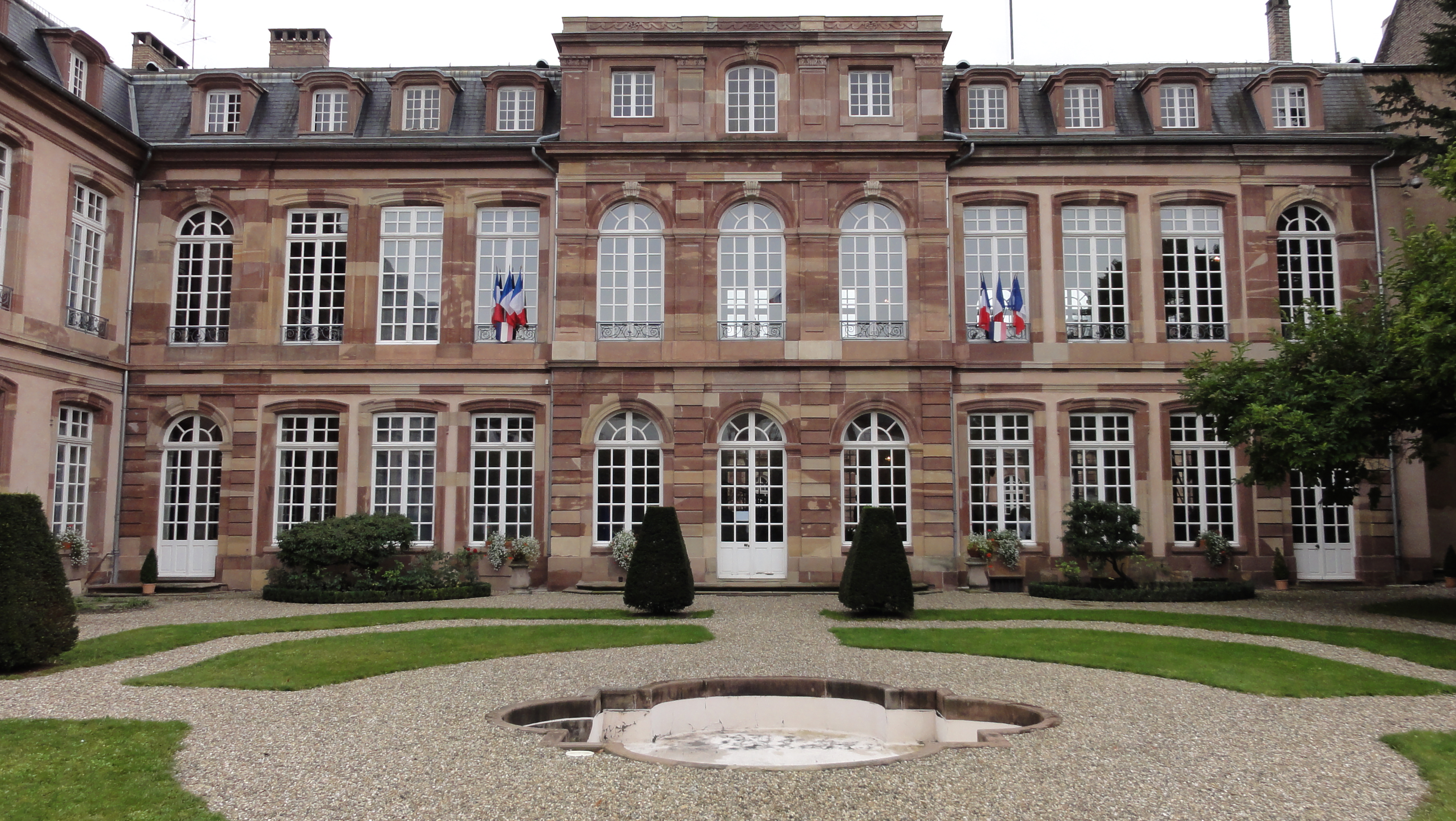
Haupttrakt

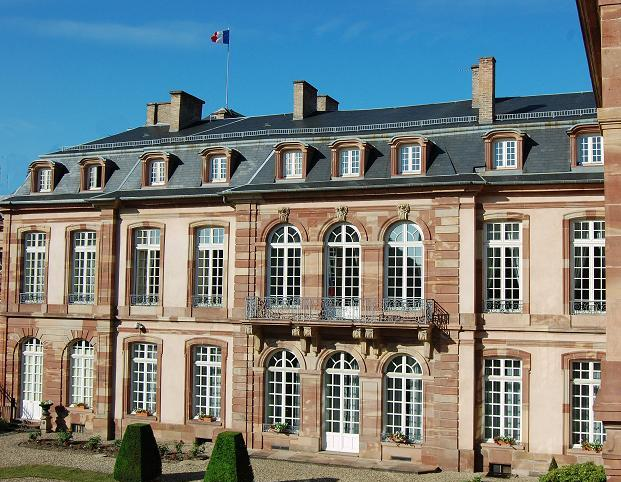
Seitenflügel am Broglieplatz

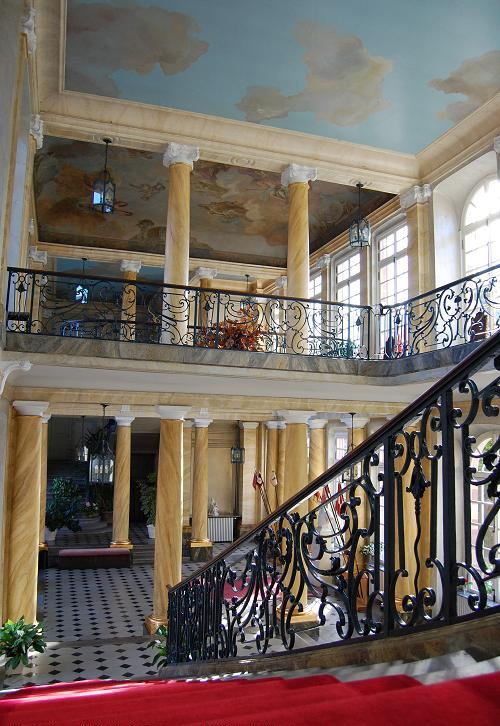
Eingangshalle mit Deckengemälden

Das Palais du Gouverneur militaire de Strasbourg (deutsch Palais des Militärgouverneurs von Straßburg), auch Hôtel des Deux-Ponts (deutsch Zweibrücker Hof), ist ein Stadtpalais zwischen dem Broglieplatz (Place Broglie) und der Brandgasse (Rue Brûlée) in Straßburg. Es steht seit 1921 als Monument historique unter Denkmalschutz.

## Geschichte
1743 erwarben der Zahlmeister der Armee François-Marie Gayot und sein Bruder Félix-Anne Gayot de Belombre ein kleines Palais. Gemeinsam beauftragten sie den Bau eines neuen Hôtel, das 1754/55 nach Plänen von Joseph Massol im späten Régence-Stil erbaut wurde. François-Marie Gayot war 1761 zum königlichen Prätor ernannt worden. Als er 1770 zum General der königlichen Armee ernannt wurde, zog er nach Paris. Das Palais wurde 1771 an Maximilian von Zweibrücken veräußert, der als Oberst des Corps d’Alsace der französischen Armee häufig in Straßburg weilte. Sein Sohn Ludwig I., später König von Bayern, wurde 1786 im Palais geboren. Maximilian ließ das Gebäude durch den Architekten Georges Michel Muller umbauen und erweitern.
Nach der Französischen Revolution wurde das Gebäude 1791 konfisziert und diente dann bis 1870 dem zuständigen Militärkommandanten als Hauptsitz. Nach dem Deutsch-Französischen Krieg 1870/71 hatte der Militärgouverneur bis 1918 hier seinen Sitz. Bis heute wird der Gebäudekomplex militärisch genutzt und ist nicht öffentlich zugänglich.

## Architektur
Zur Brandgasse bildet der zweigeschossige Gebäudekomplex aus Buntsandstein eine dreiflügelige Anlage, die einen Ehrenhof umschließt. Der Hof wird zur Straße von einem mächtigen Portal geschützt, das im Zentrum konkav eingezogen ist. Das Portal selbst ist neoklassizistisch ausgeführt. Zwei Pilaster tragen ein Gebälk mit Dreiecksgiebel. Zum Broglieplatz besitzt der Hauptkomplex einen rechtwinklig angebauten Seitenflügel, der den 1800 m² großen Garten auf einer Seite einrahmt.
Das Hauptgebäude mit Mansardwalmdach besitzt zur Gartenseite elf hohe Fensterachsen mit Segmentbögen Die äußeren Achsen sind als Rundbögen ausgeführt. Die drei mittleren Achsen sitzen in einem dreigeschossigen Mittelrisaliten mit Attikageschoss. Zum Ehrenhof besitzt das Gebäude nur sieben Achsen, ist in der Ausführung aber an die Gartenseite angeglichen. An das Hauptgebäude schließen sich hier zwei kurze Gebäudeflügel an, die durch zwei niedrigere Seitenflügel ergänzt wurden. Das Obergeschoss ist hier als niedrigeres Attikageschoss ausgeführt. Der Seitenflügel zum Garten besitzt abgerundete Gebäudekanten und zentral im Obergeschoss einen weit auskragenden Balkon auf Konsolen mit Voluten und ein schmiedeeisernes Geländer. Im Erdgeschoss hängt eine gusseiserne Gedenktafel für Maximilian von Zweibrücken, den späteren König von Bayern. Auf der Gartenseite besitzt der Putzbau mit Sandsteinschmuck einen Risaliten mit Balkon.
Über die Mittelrisaliten des Hauptgebäudes betritt man das zentrale Vestibül im neoklassizistischen Stil. Beherrscht wird die offene Halle im Erdgeschoss von toskanischen Säulen mit gelber Stuckmarmor-Verzierung. Diese tragen die Galerien im ersten Stock, die man über die beiden seitlichen Ehrentreppen mit schmiedeeisernem Geländer betritt. Die dreigeteilte Decke wird von ionischen Säulen getragen und ist mit Deckengemälden geschmückt. Sie wurden zwischen 1780 und 1785 von Joseph Melling geschaffen und zeigen eine Szene des Olymps mit seinen Göttergestalten. Als Erbauer der Halle wird der französische Architekt Pierre Patte vermutet.